# Martin Experiénce
Martin Experiénce (Châteaubriant, 9 marzo 1999) è un calciatore haitiano con cittadinanza francese, difensore del Nancy e della nazionale haitiana.

## Carriera

### Club
Ha giocato con vari club tra la terza e la sesta divisione francese.

### Nazionale
Il 2 luglio 2021, dopo aver precedentemente giocato anche nella nazionale Under-23, ha esordito con la nazionale haitiana giocando l'incontro vinto 6-1 contro Saint Vincent e Grenadine, valido per le qualificazioni alla CONCACAF Gold Cup 2021. In seguito viene convocato per la CONCACAF Gold Cup 2021 e per la CONCACAF Gold Cup 2025.

## Statistiche

### Cronologia presenze e reti in nazionale
| Cronologia completa delle presenze e delle reti in nazionale ― Haiti | Cronologia completa delle presenze e delle reti in nazionale ― Haiti | Cronologia completa delle presenze e delle reti in nazionale ― Haiti | Cronologia completa delle presenze e delle reti in nazionale ― Haiti | Cronologia completa delle presenze e delle reti in nazionale ― Haiti | Cronologia completa delle presenze e delle reti in nazionale ― Haiti | Cronologia completa delle presenze e delle reti in nazionale ― Haiti | Cronologia completa delle presenze e delle reti in nazionale ― Haiti |
| Data                                                                 | Città                                                                | In casa                                                              | Risultato                                                            | Ospiti                                                               | Competizione                                                         | Reti                                                                 | Note                                                                 |
| -------------------------------------------------------------------- | -------------------------------------------------------------------- | -------------------------------------------------------------------- | -------------------------------------------------------------------- | -------------------------------------------------------------------- | -------------------------------------------------------------------- | -------------------------------------------------------------------- | -------------------------------------------------------------------- |
| 2-7-2021                                                             | Fort Lauderdale                                                      | Haiti                                                                | 6 – 1                                                                | Saint Vincent e Grenadine                                            | Qual. Gold Cup 2021                                                  | -                                                                    | 66’                                                                  |
| 7-7-2021                                                             | Fort Lauderdale                                                      | Haiti                                                                | 4 – 1                                                                | Bermuda                                                              | Qual. Gold Cup 2021                                                  | -                                                                    | 25’                                                                  |
| 12-7-2021                                                            | Kansas City                                                          | Stati Uniti                                                          | 1 – 0                                                                | Haiti                                                                | Gold Cup 2021 - 1º turno                                             | -                                                                    | 47’ 80’                                                              |
| 15-7-2021                                                            | Kansas City                                                          | Haiti                                                                | 1 – 4                                                                | Canada                                                               | Gold Cup 2021 - 1º turno                                             | -                                                                    |                                                                      |
| 25-3-2023                                                            | Lookout                                                              | Montserrat                                                           | 0 – 4                                                                | Haiti                                                                | CONCACAF Nations League 2022-2023 - 1º turno                         | -                                                                    | 71’                                                                  |
| 23-3-2024                                                            | Cayenne                                                              | Guyana francese                                                      | 1 – 1                                                                | Haiti                                                                | Amichevole                                                           | -                                                                    |                                                                      |
| 9-9-2024                                                             | Mayaguez                                                             | Haiti                                                                | 6 – 0                                                                | Sint Maarten                                                         | CONCACAF Nations League 2024-2025 - 1° turno                         | -                                                                    |                                                                      |
| 11-10-2024                                                           | Oranjestad                                                           | Aruba                                                                | 1 – 3                                                                | Haiti                                                                | CONCACAF Nations League 2024-2025 - 1° turno                         | -                                                                    |                                                                      |
| 18-11-2024                                                           | Mayaguez                                                             | Porto Rico                                                           | 0 – 3                                                                | Haiti                                                                | CONCACAF Nations League 2024-2025 - 1° turno                         | -                                                                    |                                                                      |
| 22-3-2025                                                            | Baku                                                                 | Azerbaigian                                                          | 0 – 3                                                                | Haiti                                                                | Amichevole                                                           | -                                                                    | 49’                                                                  |
| 7-6-2025                                                             | Oranjestad                                                           | Aruba                                                                | 0 – 5                                                                | Haiti                                                                | Qual. Mondiali 2026                                                  | -                                                                    |                                                                      |
| 15-6-2025                                                            | San Diego                                                            | Haiti                                                                | 0 – 1                                                                | Arabia Saudita                                                       | Gold Cup 2025 - 1º turno                                             | -                                                                    |                                                                      |
| 19-6-2025                                                            | Houston                                                              | Trinidad e Tobago                                                    | 1 – 1                                                                | Haiti                                                                | Gold Cup 2025 - 1° turno                                             | -                                                                    |                                                                      |
| 22-6-2025                                                            | Arlington                                                            | Stati Uniti                                                          | 2 – 1                                                                | Haiti                                                                | Gold Cup 2025 - 1° turno                                             | -                                                                    |                                                                      |
| Totale                                                               |                                                                      | Presenze                                                             | 14                                                                   |                                                                      | Reti                                                                 | 0                                                                    |                                                                      |

## Palmarès

### Club

#### Competizioni nazionali
- Championnat National: 1

Nancy: 2024-2025